# Поспелов, Дмитрий Алексеевич
Дмитрий Алексеевич Поспелов (укр. Дмитро Олексійович Поспєлов; род. 19 октября 1991, Одесса) — украинский футболист, защитник румынского клуба «Униря» (Слобозия).

## Карьера

### Молодежный период
Дмитрий Поспелов воспитанник одесской футбольной школы. До 2005 года обучался в ДВУФК Днепропетровск, в 2005—2007 годах обучался в ДЮФК «Спартак» Игоря Беланова Одесса, в 2007—2008 годах в СДЮШОР «Черноморец» им. А. Ф. Зубрицкого Одесса.

### Профессиональные сезоны

#### 2009/10, 2010/11
На профессиональном уровне начал выступать в сезоне 2009/10 за команду «Днестр» из Овидиополя выступавшей в Первой лиге. Дебютировал Дмитрий Поспелов в матче против тернопольской «Нивы» 3 мая 2010 года выйдя на замену на 81-й минуте. С начала следующего сезона постоянно выходил на поле в основном составе, однако был пропущен ряд матчей из-за травм. Всего за «Днестр» сыграл 26 матчей в чемпионате Украины, забитых голов не было. В 2011 при реорганизации клуба переехал в Одессу и стал выступать за клуб «Одесса». Всего за ФК «Одесса» в сезонах 2011/12 и 2012/13 сыграл в 45 матчах чемпионата и кубка Украины.

#### 2012/13
В январе 2013 года у футболиста истек контракт с ФК «Одесса». В этот период поступило предложение на полтора сезона от руководства «Турана» о переходе в азербайджанский клуб. В данный период «Туран» из Товуза боролся за выживание в высшем дивизионе Азербайджана, играл во второй шестерке клубов. До начала чемпионата Дмитрий Поспелов успел сыграть в товарищеском матче против клуба из первого дивизиона. Первым официальным матчем в составе команды в высшем дивизионе чемпионата Азербайджана стало выездное поражение команде «Сумгаит». В данном матче Поспелов заработал первую желтую карточку. С начала сезона играл в основном составе, первоначально играл на позиции центрального защитника, однако позже его перевели на правый край обороны. Всего до конца сезона Поспелов сыграл в 14 матчах. По итогам сезона «Туран» занял предпоследнее 11-е место и понизился в классе, вылетев в первый дивизион Азербайджана. Дмитрий Поспелов досрочно вернулся в Украину, где подписал контракт с одесским клубом «Реал Фарма» выступавшим во второй лиге.

#### 2013/14
Весной 2014 года начал играть за одесскую команду «Реал Фарма» выступавшую во Второй лиге. Первым официальным матчем за клуб стала домашняя безголевая ничья в 26-м туре чемпионата Украины с командой «Славутич» из Черкасс. Всего сыграл в 8 официальных матчах. В 35-м туре «Реал Фарма» проиграла 0:6 одному из лидеров чемпионата «Горня́ку» из Кривого Рога. Дмитрий Поспелов на 33-й минуте отметился автоголом, что привело к его последующей замене. В оставшихся 3-х турах футболиста на поле не выпускали.

#### 2015/16, 2016/17, 2017/18
В 2016 году дебютировал вместе с «Жемчужиной» в любительском чемпионате Украины. Первым матчем на чемпионате стала домашняя победа над ФК «Чайка». В основном составе клуба дошел до финального этапа турнира. С 2016 по 2018-й год был основным игроком одесского клуба получившего профессиональный статус и выступавшего в Первой и Второй лигах Украины по футболу. С «Жемчужиной» в сезоне 2016/17 стал победителем Второй лиги и вместе с клубом вышел в Первую лигу. В сезоне 2017/2018 был капитаном одесского клуба.

#### 2018/19, 2019/20
Весной 2018 за три тура до окончания турнира «Жемчужина» снялась с соревнований и была ликвидирована. Дмитрий Поспелов перешел в харьковский Металлист 1925, завоевавший право выступать в Первой лиге. В харьковском клубе Дмитрий быстро завоевал место в основе — Поспелов выходит в стартовых составах с первого тура Чемпионата Украины. Первым официальным матчем за «Металлист 1925» стала домашняя победа в первом туре над Агробизнесом из Волочиска. Первый мяч в этом сезоне Дмитрий Поспелов забил в 4-м туре лидеру соревнований команде Днепр-1. Игра Поспелова в этом матче была отмечена ПФЛ и изданием Sport Arena — его признали героем 4-го тура Первой лиги 2018/2019. В августе 2020 года Дмитрий Поспелов завершил сотрудничество с клубом.

#### 2020/21
В августе 2020 одесский «Черноморец» подписал контракт с Дмитрием Поспеловым. В течение сезона сыграл за одесскую команду 20 игр в чемпионате Украины и 2 игры в Кубке Украины. Забил 2 мяча и отдал одну голевую передачу. Вместе с командой стал серебряным призером сезона и заслужили право на выход в Премьер-лигу Украины.

#### 2021/22
«Ингулец» объявил о подписании контракта с защитником Дмитрием Поспеловым.

## Достижения
«Жемчужина» (Одесса)
- Победитель Второй лиги Украины: 2016/17

«Черноморец» (Одесса)
- Серебряный призёр Первой лиги Украины: 2020/21

## Статистика
| Сезон     | Клуб           | Лига                                    | Чемпионат | Чемпионат | Кубок | Кубок |
| Сезон     | Клуб           | Лига                                    | Игры      | Голы      | Игры  | Голы  |
| --------- | -------------- | --------------------------------------- | --------- | --------- | ----- | ----- |
| 2009/2010 | Днестр         | Первая лига Украины                     | 1         | 0         | 0     | 0     |
| 2010/2011 | Днестр         | Первая лига Украины                     | 23        | 0         | 1     | 0     |
| 2011/2012 | Одесса         | Первая лига Украины                     | 26        | 0         | 1     | 0     |
| 2012/2013 | Одесса         | Первая лига Украины                     | 19        | 0         | 2     | 0     |
| 2013      | Туран          | Азербайджанская футбольная Премьер-лига | 14        | 0         | 0     | 0     |
| 2013/2014 | Реал Фарма     | Вторая лига Украины                     | 8         | 0         | 0     | 0     |
| 2016/2017 | Жемчужина      | Вторая лига Украины                     | 23        | 4         | 3     | 1     |
| 2017/2018 | Жемчужина      | Первая лига Украины                     | 27        | 2         | 2     | 0     |
| 2018/2019 | Металлист 1925 | Первая лига Украины                     | 23        | 4         | 1     | 1     |
| 2019/2020 | Металлист 1925 | Первая лига Украины                     | 24        | 6         | 1     | 0     |

Источники:
- Статистика — Профиль на сайте FootballFacts.ru